# Calodesma quadrimaculata
Calodesma quadrimaculata là một loài bướm đêm thuộc phân họ Arctiinae, họ Erebidae.